# 성두환
성두환(成斗煥, 1845년 ~ 1895년)은 조선 말 동학의 접주로 동학 농민 운동을 이끈 지도자 중 한 사람이다.
충북 충주 출생으로 1893년 청풍대접주로 동학교도들을 이끌고 충북 보은 집회에 참여하였고 1894년 동학 농민 운동 발발 후 충북 지역의 농민군 대장이 되어 1894년 7월 충북 단양과 제천을 대표하는 동학 집강이 되었고 성두환은 여러 고을을 돌아다니며 곳곳에 보루를 쌓았는데 충북의 주민 모두 성두환을 존경하며 자랑스러워 했다고 한다.
1894년 8월 탐관오리를 처벌하는 등 폐정개혁 활동을 벌이다 이종석과 다투기도 했고 7월~8월에 충청도 전 지역을 장악하고 9월에는 강원도로 진출했다.
성두환은 수천 명의 농민군을 모아 강릉 대화면 모로치는 넘어 9월 5일 강릉을 점령했다. 그러나 일본군과 보수 양반층 등이 반격을 시도하자 단양, 제천, 양춘을 점령했다가 일본군에 밀려 후퇴했다.
강원도 지역에서 영월과 평창의 농민군과 연합해 10월 15일 정선을 점령하고 일본군과 평창에서 대전투를 벌였으나 크게 패한 뒤 체포되어 한양으로 압송 후 1895년 전봉준, 손화중 등과 함께 사형당했다.